# Torpes (Saône-et-Loire)
Torpes település Franciaországban, Saône-et-Loire megyében. Lakosainak száma 376 fő (2022. január 1.). Torpes Authumes, Chapelle-Voland, Bellevesvre, La Chapelle-Saint-Sauveur, Montjay és Mouthier-en-Bresse községekkel határos.

## Népesség
A település népessége az elmúlt években az alábbi módon változott:
| Lakosok száma | 388  | 383  | 382  | 372  | 372  | 374  | 375  | 376  | 376  |
|               | 2013 | 2015 | 2016 | 2017 | 2018 | 2019 | 2020 | 2021 | 2022 |